# 十里镇 (岷县)
十里镇，是中华人民共和国甘肃省定西市岷县下辖的一个乡镇级行政单位。

## 行政区划
十里镇下辖以下地区：
甘寨村、中寨村、三十里铺村、龙峰村、大沟寨村、十里村、曹家村、齐家村、雷家村、南小路村、北小路村、张家坪村、张家湾村、的古录村、寺上村、大龙村、小龙村、台子村和山底下村。